# Keleti szarvascsőrű
A keleti szarvascsőrű (Anthracoceros albirostris) a madarak osztályába, a  szarvascsőrűmadár-alakúak (Bucerotiformes) rendjébe és a szarvascsőrűmadár-félék (Bucerotidae) családjába tartozó faj.

## Rendszerezése
A fajt George Shaw és Frederick Polydore Nodder írták le 1822-ben, a Buceros nembe Buceros albirostris néven.

## Alfajai
- Anthracoceros albirostris albirostris – (Shaw & Nodder, 1790)
- Anthracoceros albirostris convexus – (Temminck, 1831)[2]

## Előfordulása
Dél- és Délkelet-Ázsiában, Banglades, Bhután, Brunei, Kambodzsa, Kína, India, Indonézia, Laosz, Malajzia, Mianmar, Nepál, Szingapúr, Thaiföld és Vietnám területén honos. 
Természetes élőhelyei a szubtrópusi és trópusi síkvidéki esőerdők, száraz erdők és szavannák, valamint ültetvények és szántóföldek. Állandó, nem vonuló faj.

## Megjelenése
Testhossza 61 centiméter, testtömege 567-907 gramm.
|  |

## Természetvédelmi helyzete
Az elterjedési területe rendkívül nagy, de csökken, egyedszáma stabil. A Természetvédelmi Világszövetség Vörös listáján nem fenyegetett fajként szerepel.